# Rhyacophila pieli
Rhyacophila pieli är en nattsländeart som beskrevs av Longinos Navás 1933. 
Rhyacophila pieli ingår i släktet Rhyacophila och familjen rovnattsländor. Inga underarter finns listade i Catalogue of Life.